# Maria Kurjo
Maria Kurjo (Berlino, 10 dicembre 1989) è una tuffatrice tedesca specialista nella piattaforma 10 metri. Ha rappresentato la Germania ai Giochi olimpici di Londra 2012 e Rio de Janeiro 2016.

## Palmarès
- Europei di nuoto/tuffi

Rostock 2015: bronzo nella piattaforma 10 m e nel sincro 10 m.
Berlino 2014: argento nel sincro 10 m.
Londra 2016: oro nel sincro 10 m.
Glasgow 2018: argento nella gara a squadre, bronzo nella piattaforma 10 m e nel sincro 10 m.
- Europei giovanili

Anversa 2007: argento nella piattaforma 10 m nella categoria "A".